# Cyphon gracilicornis
Cyphon gracilicornis là một loài bọ cánh cứng trong họ Scirtidae. Loài này được Wollaston miêu tả khoa học năm 1864.